# مسحة أنثوية
مَسْحَة أنثوية أو ممسحة أنثوية هي قماشة تَطهير، تُستعمل لتنظيف المنطقة المهبلية، وقد تُستخدم أثناء الحيض أو بالاستخدام اليومي للحماية من العدوى.